# Bacary Sagna
Bacary Sagna (Sens, Francia, 14 de febrero de 1983) es un exfutbolista francés de origen senegalés. Jugaba de defensa y se retiró tras dejar el Montreal Impact al término de la temporada 2019.

## Trayectoria

### Auxerre
Bacary Sagna se crio en Borgoña y tuvo sus comienzos en el mejor club de la zona: el Auxerre. Llegó a este club a la edad de 14 años y se unió al equipo de reserva a los 19. A los 21 años, fue ascendido a la plantilla principal. Pese a que se inició como delantero, el entrenador decidió colocarlo de lateral derecho y en esa posición se consolidó hasta la actualidad. Su debut se produjo el 11 de septiembre de 2004, en una derrota por 1-0 ante el Bastia. En su primera temporada en la Ligue 1, jugó 36 partidos y fue parte del equipo que logró ganar la Copa de Francia en 2005. Además estuvo presente en los encuentros que su club disputó en la Copa de la UEFA jugando en 10 ocasiones. En la siguiente campaña, participó en 24 cotejos; no obstante, la tercera temporada fue la mejor en la carrera de Sagna en Francia pues fue incluido en el equipo de la temporada de la Ligue 1 debido a su gran desenvolvimiento en la banda derecha del Auxerre y además, fue elegido como el mejor zaguero derecho de la liga francesa en la temporada 2006-07. En ese entonces, era compañero de equipo de Younes Kaboul, actual defensor central del Tottenham Hotspur y de Abou Diaby, su actual compañero en el Arsenal.
Llegó a disputar un total de 121 juegos en su estadía con el equipo principal.

### Arsenal

#### Temporada 2007/08
Sus buenas actuaciones en sus tres temporadas en el Auxerre despertaron el interés del Arsenal de la Premier League inglesa. Finalmente, el 12 de julio de 2007, Sagna fue transferido al equipo de Londres por una suma desconocida que se presume, rondaba en un inicio los 9 millones de euros que podían ascender a 11. Recibió el dorsal número 3 tras la partida de Ashley Cole.
Su debut con los 'Gunners' se produjo el 19 de julio de 2007 ante en club turco Gençlerbirliği en un amistoso que culminó 3–0 a favor del Arsenal en el Bad Waltersdorf Stadion de Austria. Sagna estuvo desde el arranque.
El 13 de febrero de 2008, exactamente una semana antes del partido contra el A. C. Milan por la Liga de Campeones de la UEFA, falleció a los 28 años justo un día antes de su cumpleaños, Omar Sagna, su hermano mayor. No obstante, Bacary decidió participar del encuentro luego de una conversación con su padre. Arsenal ganó por 2 a 0.
El 23 de marzo, Sagna marcó su primer tanto en la liga tras un cabezazo previo a un tiro de esquina dándole a su equipo la ventaja temporal frente al Chelsea en Stamford Bridge, pero luego se marchó lesionado y el gran rival del Arsenal volteó el partido que finalizó 2 a 1. Luego de disputar 29 partidos de liga y con un total de 40, fue incluido en el once ideal de la Premier League.

#### Temporada 2008/09

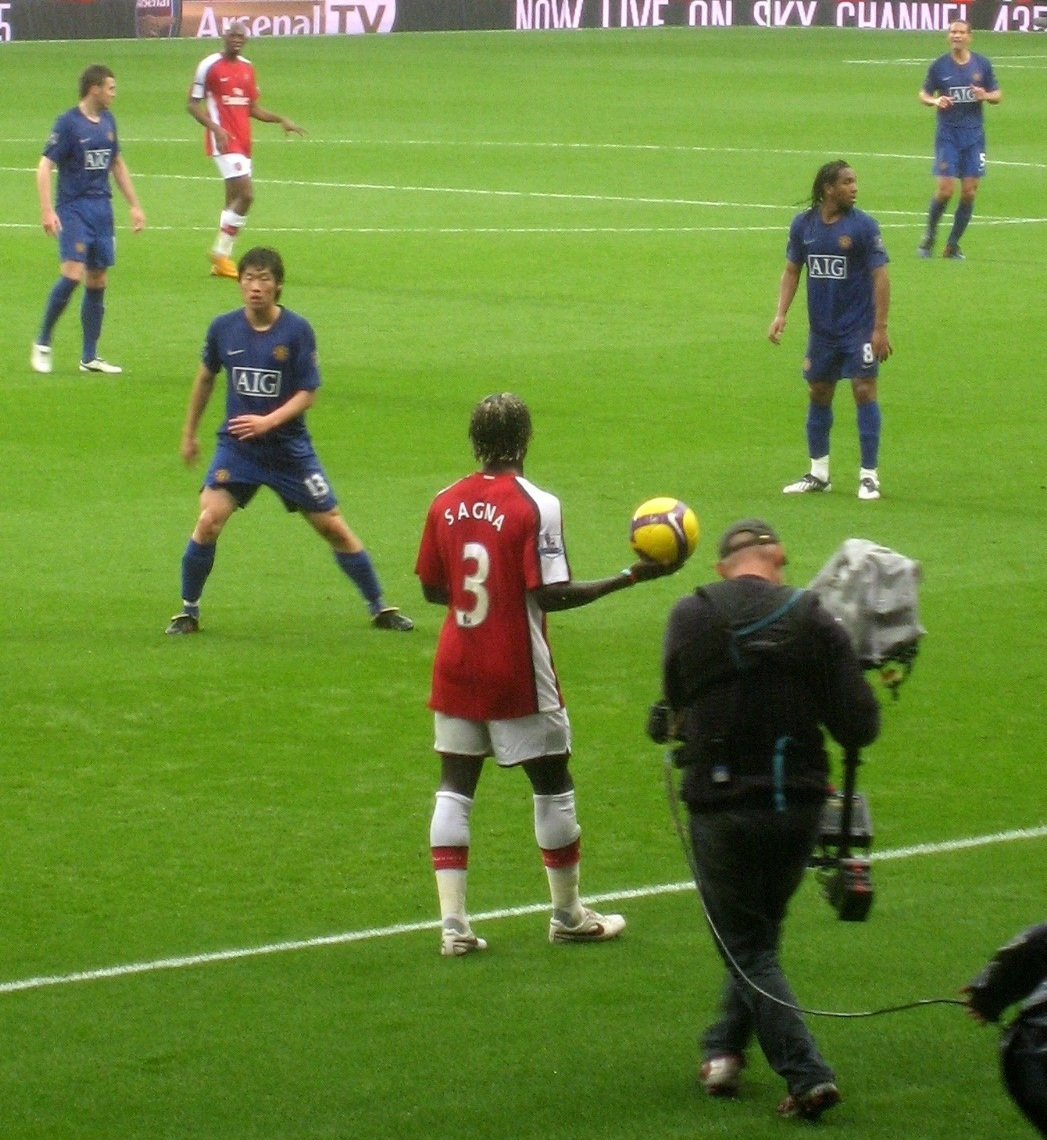
Sagna ejecutando un saque de banda ante el Manchester United.

Sagna amplió su contrato con el Arsenal hasta 2014 poco antes del inicio de la temporada 2008–09. Sagna afirmó: "Quiero a Arsenal, es un gran club. El entrenador es muy capaz y la siguiente temporada estaremos luchando por todos los trofeos." En un partido ante el Aston Villa, Sagna realizó una espectacular salvada en la línea de chalaca tras un cabezazo de Gabriel Agbonlahor.
Al fin de la temporada, Sagna jugó 49 partidos con el Arsenal, de los cuales 35 fueron por la Premier League. Arsenal se ubicó en el cuarto puesto de la tabla final, clasificándose a la Liga de Campeones de la UEFA 2009-10.

#### Temporada 2009/10
Sagna tuvo dificultades para estar en forma a partir de las dos temporadas anteriores, las lesiones le impidieron contribuir al equipo de buena manera. Pese a esto dio varias asistencias. Su contribución más importante fue el gran pase que le dio a Nicklas Bendtner para que marque el 1–0 en el minuto 95 ante el Wolverhampton. A pesar de los problemas que lo perjudicaron, se lo relacionó con varios clubes como el Inter de Milán.

#### Temporada 2010/11

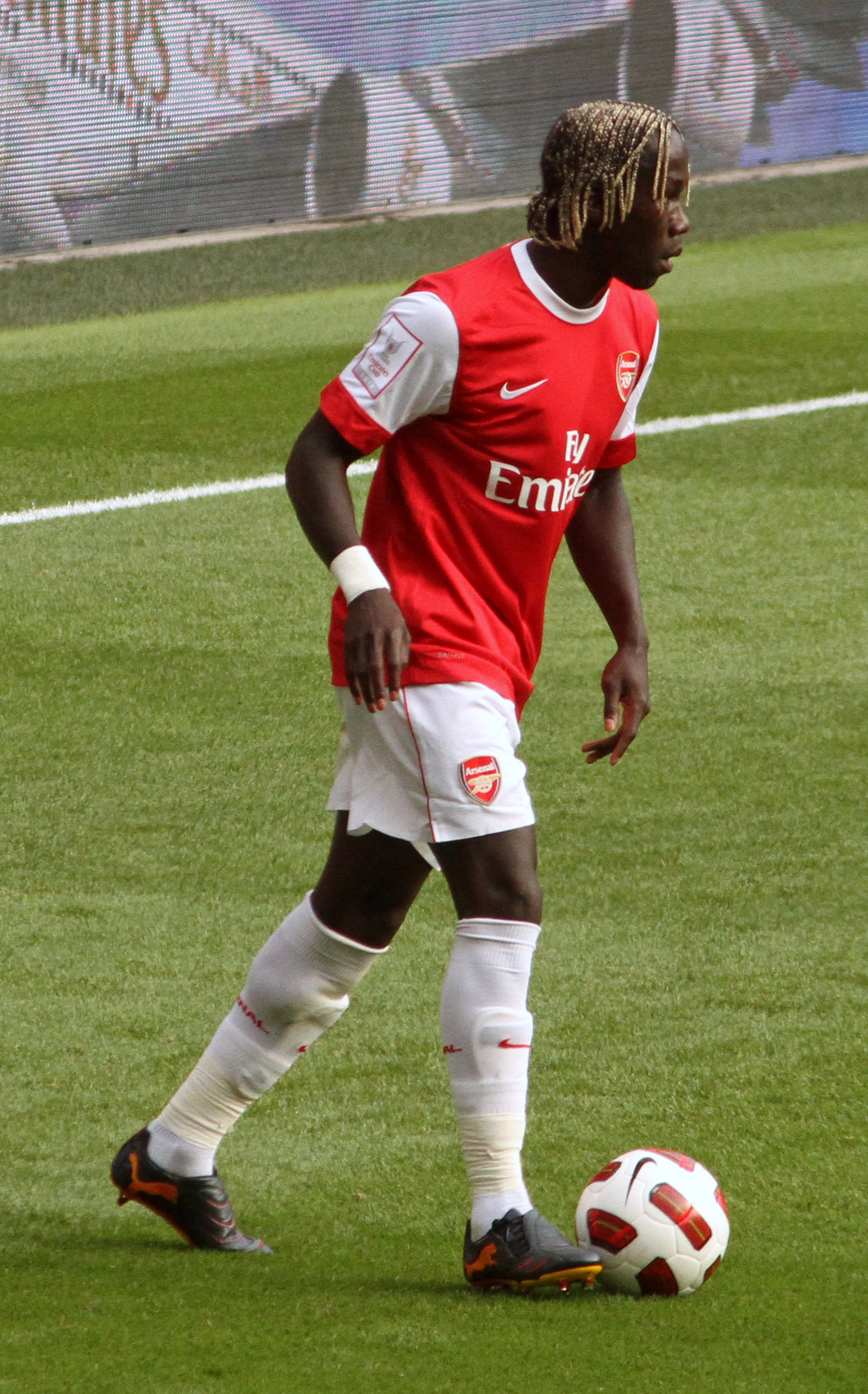
Sagna en 2010.

Anotó un gol en el Emirates Stadium ante el Celtic de Escocia, un partido que el Arsenal ganó 3 a 2 y consiguió la Emirates Cup por segunda vez consecutiva. El 3 de octubre de 2010, logró su partido 100 por la liga con el Arsenal ante el Chelsea en Stamford Bridge pero cayeron derrotados por 2-0. El 14 de noviembre de 2010, anotó su segundo gol por la liga en la victoria por 2–1 ante el Everton con un potente disparo. Un mes después, Sagna fue expulsado por primera vez con el Arsenal en la victoria en casa de 3-1 ante el Partizán de Belgrado por la Liga de Campeones. El 1 de enero de 2011, Arsenal jugó contra el Birmingham City y Sagna fue pisoteado por Lee Bowyer luego de una falta del francés, Bowyer fue sancionado con tres partidos. Sagna anotó su tercera anotación en su estancia en Inglaterra ante el Leeds United, esta vez por la FA Cup. Gracias a su buen desempeño por la banda derecha, fue incluido por segunda vez en el once del año de la Premier League.

#### Temporada 2011/12
Sagna tenía disputados 6 partidos por la liga y 4 por la Liga de Campeones hasta que el 2 de octubre de 2011, por la fecha 7 de la Premier League ante el Tottenham, Sagna se fracturó la pierna y tuvo que salir en camilla hasta el hospital. Casi cuatro meses después, exactamente el 29 de enero de 2012, volvió a pisar un terreno de juego en la victoria por 3-2 sobre Aston Villa ingresando cerca al cierre del partido por Alex Oxlade-Chamberlain. El encuentro correspondía a la FA Cup. Fue titular en el siguiente partido frente a Bolton (0-0) y tuvo un buen desempeño pese a la cantidad de goles errados por parte del Arsenal. El 26 de febrero, frente a Tottenham por la Premier League, marcó el cuarto gol en su carrera profesional y su primero en la temporada. Pese a ir perdiendo 2-0, Arsenal remontó el marcador y terminó ganando 5-2; Sagna convirtió el primero de los cinco tantos.
En el penúltimo partido de la temporada frente al Norwich City, Sagna se fracturó el peroné a los 33 minutos y fue susituido por Francis Coquelin. Después del encuentro, Arsène Wenger confirmó en conferencia de prensa que el lateral no tendría chances de llegar a la Eurocopa 2012.

#### Temporada 2012/13
Se perdió el inicio de la temporada debido a la fractura que sufrió ante Norwich; sin embargo volvió a jugar en la novena jornada de la liga (27 de octubre de 2012) frente al Queens Park Rangers, después de alternar en algunos partidos con el equipo de reserva. Una vez recuperado, se adueñó del puesto de lateral derecho titular; sin embargo, los altibajos marcaron su temporada como irregular.

#### Temporada 2013/14
Participó de la pretemporada del Arsenal en tierras asiáticas, donde fue probado como defensa central. Fue titular en el debut en la Premier League, en la derrota por 3-1 ante el Aston Villa, encuentro en el cual sufrió una caída que pese a ser muy espeluznante, no le produjo ningún tipo de lesión. Por momentos disputó algunos encuentros como defensa central pero siguió manteniendo su puesto original. El 22 de septiembre de 2013, frente al Stoke City anotó su primer gol de la temporada y su quinto tanto oficial en el Arsenal.
Siguió siendo la primera opción en la banda derecha del Arsenal y así continuó hasta que finalizó la temporada, con el Arsenal asegurándose otra vez la clasificación a la Liga de Campeones 2014/15. Fue titular en la final de la FA Cup 2013-14, torneo en el cual el Arsenal se proclamó campeón, después de nueve años sin títulos.
El 26 de mayo de 2014, se anunció que Sagna no extendería su contrato con los Gunners, el cual expiraba a final de temporada. Aunque el club le ofreció una extensión por dos años más, Sagna aclaró estar seguro al 90% de dejar el Emirates.

### Manchester City
Después de confirmarse que Sagna no renovaría su contrato con los Gunners algunos medios de comunicación afirmaban que Sagna tenía una gran lista de pretendientes en los que se encontraban: AS Mónaco, Paris Saint Germain e Inter de Milán.
El 13 de junio de 2014, se hace oficial el desembarco de Sagna al Manchester City, siendo la primera contratación del club para la temporada 2014/15. Llevara el número 3, el mismo dorsal que llevaba con los Gunners.

### Benevento
Tras no renovar con los Citizens, y estar sin club, en febrero fichó por el humilde Benevento, que marcha último en la Serie A.

### Montreal Impact
Tras el descenso con el club italiano, quedó libre y decidió irse al Montreal Impact de la MLS. Dejó el club al término de la temporada 2019.

## Selección nacional

### Juveniles
Sagna jugó 21 partidos con la selección sub-21 de Francia, con la cual disputó la Eurocopa Sub-21 de 2006. Por ser de origen senegalés, pudo representar a Senegal pero optó por Francia.

### Absoluta
Ha sido internacional con la Selección de fútbol de Francia en 65 ocasiones. Su debut se produjo el 22 de agosto de 2007 en un amistoso ante Eslovaquia que terminó en victoria francesa por la mínima diferencia. Sagna entró por François Clerc. Su primer partido en un torneo oficial fue en la goleada por 6–0 ante Islas Feroe el 13 de octubre de ese mismo año por la Clasificación para la Eurocopa 2008; Sagna jugó todo el partido. Debido a la lesión producida ante el Chelsea en marzo de 2008, Sagna no fue tomado en cuenta para la Eurocopa 2008 en Austria y Suiza.
Fue incluido en la escuadra final de Francia que viajó a Sudáfrica para disputar la Copa Mundial de Fútbol de 2010. Fue titular en todos los encuentros que Francia jugó pero no pudo evitar la vergonzosa campaña de su selección pues fue eliminada en fase de grupos y quedó en la última posición del Grupo A sin ganar ningún partido.
El 13 de mayo de 2014, el entrenador de la selección francesa Didier Deschamps incluyó a Sagna en la lista final de 23 jugadores que representarán a Francia en la Copa Mundial de 2014:

### Participaciones en Copas del Mundo
| Mundial           | Sede      | Resultado        | Partidos | Goles |
| ----------------- | --------- | ---------------- | -------- | ----- |
| Copa Mundial 2010 | Sudáfrica | Fase de grupos   | 3        | 0     |
| Copa Mundial 2014 | Brasil    | Cuartos de final | 1        | 0     |

## Estadísticas

### Clubes
Actualizado el 26 de mayo de 2017.
| A. J. Auxerre "II" Francia | 2001/02          | 4.ª              | 1   | 0 | —  | — | —  | — | 1   | 0 |
| A. J. Auxerre "II" Francia | 2002/03          | 4.ª              | 11  | 1 | —  | — | —  | — | 11  | 1 |
| A. J. Auxerre "II" Francia | 2003/04          | 4.ª              | 26  | 0 | —  | — | —  | — | 26  | 0 |
| A. J. Auxerre "II" Francia | 2004/05          | 4.ª              | 8   | 0 | —  | — | —  | — | 8   | 0 |
| A. J. Auxerre "II" Francia | 2005/06          | 4.ª              | 1   | 0 | —  | — | —  | — | 1   | 0 |
| A. J. Auxerre "II" Francia | Total club       | Total club       | 47  | 1 | 0  | 0 | 0  | 0 | 47  | 1 |
| A. J. Auxerre Francia | 2004/05          | 1.ª              | 26  | 0 | 7  | 0 | 10 | 0 | 43  | 0 |
| A. J. Auxerre Francia | 2005/06          | 1.ª              | 23  | 0 | 3  | 0 | 1  | 0 | 27  | 0 |
| A. J. Auxerre Francia | 2006/07          | 1.ª              | 38  | 0 | 3  | 0 | 10 | 0 | 51  | 0 |
| A. J. Auxerre Francia | Total club       | Total club       | 87  | 0 | 13 | 0 | 21 | 0 | 121 | 0 |
| Arsenal F. C. Inglaterra | 2007/08          | 1.ª              | 29  | 1 | 3  | 0 | 8  | 0 | 40  | 1 |
| Arsenal F. C. Inglaterra | 2008/09          | 1.ª              | 35  | 0 | 5  | 0 | 9  | 0 | 49  | 0 |
| Arsenal F. C. Inglaterra | 2009/10          | 1.ª              | 35  | 0 | 1  | 0 | 8  | 0 | 44  | 0 |
| Arsenal F. C. Inglaterra | 2010/11          | 1.ª              | 33  | 1 | 6  | 1 | 4  | 0 | 43  | 2 |
| Arsenal F. C. Inglaterra | 2011/12          | 1.ª              | 21  | 1 | 2  | 0 | 6  | 0 | 29  | 1 |
| Arsenal F. C. Inglaterra | 2012/13          | 1.ª              | 25  | 0 | 3  | 0 | 3  | 0 | 31  | 0 |
| Arsenal F. C. Inglaterra | 2013/14          | 1.ª              | 35  | 1 | 4  | 0 | 9  | 0 | 48  | 1 |
| Arsenal F. C. Inglaterra | Total club       | Total club       | 213 | 4 | 24 | 1 | 47 | 0 | 283 | 5 |
| Manchester City F. C. Inglaterra | 2014/15          | 1.ª              | 9   | 0 | 3  | 0 | 4  | 0 | 16  | 0 |
| Manchester City F. C. Inglaterra | 2015/16          | 1.ª              | 28  | 0 | 6  | 0 | 11 | 0 | 45  | 0 |
| Manchester City F. C. Inglaterra | 2016/17          | 1.ª              | 17  | 0 | 3  | 0 | 5  | 0 | 25  | 0 |
| Manchester City F. C. Inglaterra | Total club       | Total club       | 54  | 0 | 12 | 0 | 20 | 0 | 86  | 0 |
| Total en carrera | Total en carrera | Total en carrera | 365 | 5 | 42 | 1 | 74 | 0 | 481 | 6 |
| (1)Incluye datos de la Copa de Francia (2004/05 y 2006/07), Copa de la Liga de Francia (2004/05, 2005/06 y 2006/07), Supercopa de Francia (2005), FA Cup (2007/08, 2008/09, 2009/10, 2010/11, 2011/12, 2012/13 y 2013/14) y Copa de la Liga de Inglaterra (2007/08, 2010/11 y 2012/13). (2)Incluye datos de la Copa de la UEFA (2004/05, 2005/06 y 2006/07), Copa Intertoto de la UEFA (2006) y Liga de Campeones de la UEFA (2007/08, 2008/09, 2009/10, 2010/11, 2011/12, 2012/13 y 2013/14). |                  |                  |     |   |    |   |    |   |     |   |

### Selección nacional
| \| PJ \| Fecha \| Ciudad \| Local \| Resultado \| Visitante \| Competición \| Goles \| Asist. \| \| --- \| ---------- \| ------------------- \| ----------- \| ------------ \| ------------ \| ------------------------------ \| ----- \| ------ \| \| 1. \| 22-08-2007 \| Trnava \| Eslovaquia \| 0–1 \| Francia \| Amistoso \| 0 \| 0 \| \| 2. \| 13-10-2007 \| Tórshavn \| Islas Feroe \| 0–6 \| Francia \| Clasificación Eurocopa 2008 \| 0 \| 0 \| \| 3. \| 20-08-2008 \| Gotemburgo \| Suecia \| 2–3 \| Francia \| Amistoso \| 0 \| 1 \| \| 4. \| 06-09-2008 \| Viena \| Austria \| 3–1 \| Francia \| Clasificación Mundial 2010 \| 0 \| 0 \| \| 5. \| 10-09-2008 \| Saint-Denis \| Francia \| 2–1 \| Serbia \| Clasificación Mundial 2010 \| 0 \| 0 \| \| 6. \| 11-10-2008 \| Constanza \| Rumania \| 2–2 \| Francia \| Clasificación Mundial 2010 \| 0 \| 0 \| \| 7. \| 11-02-2009 \| Marsella \| Francia \| 0–2 \| Argentina \| Amistoso \| 0 \| 0 \| \| 8. \| 28-03-2009 \| Kaunas \| Lituania \| 0–1 \| Francia \| Clasificación Mundial 2010 \| 0 \| 0 \| \| 9. \| 01-04-2009 \| Saint-Denis \| Francia \| 1–0 \| Lituania \| Clasificación Mundial 2010 \| 0 \| 0 \| \| 10. \| 05-06-2009 \| Lyon \| Francia \| 1–0 \| Turquía \| Amistoso \| 0 \| 0 \| \| 11. \| 12-08-2009 \| Tórshavn \| Islas Feroe \| 0–1 \| Francia \| Clasificación Mundial 2010 \| 0 \| 0 \| \| 12. \| 05-09-2009 \| Saint-Denis \| Francia \| 1–1 \| Rumania \| Clasificación Mundial 2010 \| 0 \| 0 \| \| 13. \| 09-09-2009 \| Belgrado \| Serbia \| 1–1 \| Francia \| Clasificación Mundial 2010 \| 0 \| 0 \| \| 14. \| 10-10-2009 \| Guingamp \| Francia \| 5–0 \| Islas Feroe \| Clasificación Mundial 2010 \| 0 \| 0 \| \| 15. \| 14-11-2009 \| Dublín \| Irlanda \| 0–1 \| Francia \| Clasificación Mundial 2010 \| 0 \| 0 \| \| 16. \| 18-11-2009 \| Saint-Denis \| Francia \| 1–1 \| Irlanda \| Clasificación Mundial 2010 \| 0 \| 0 \| \| 17. \| 03-03-2010 \| Saint-Denis \| Francia \| 0–2 \| España \| Amistoso \| 0 \| 0 \| \| 18. \| 26-05-2010 \| Lens \| Francia \| 2–1 \| Costa Rica \| Amistoso \| 0 \| 0 \| \| 19. \| 30-05-2010 \| Radès \| Túnez \| 1–1 \| Francia \| Amistoso \| 0 \| 0 \| \| 20. \| 04-06-2010 \| Saint-Pierre \| Francia \| 0–1 \| China \| Amistoso \| 0 \| 0 \| \| 21. \| 11-06-2010 \| Ciudad del Cabo \| Uruguay \| 0–0 \| Francia \| Mundial 2010 \| 0 \| 0 \| \| 22. \| 17-06-2010 \| Polokwane \| Francia \| 0–2 \| México \| Mundial 2010 \| 0 \| 0 \| \| 23. \| 22-06-2010 \| Bloemfontein \| Francia \| 1–2 \| Sudáfrica \| Mundial 2010 \| 0 \| 0 \| \| 24. \| 03-09-2010 \| Saint-Denis \| Francia \| 0–1 \| Bielorrusia \| Clasificación Eurocopa 2012 \| 0 \| 0 \| \| 25. \| 07-09-2010 \| Sarajevo \| Bosnia \| 0–2 \| Francia \| Clasificación Eurocopa 2012 \| 0 \| 0 \| \| 26. \| 17-11-2010 \| Londres \| Inglaterra \| 1–2 \| Francia \| Amistoso \| 0 \| 1 \| \| 27. \| 09-02-2011 \| Saint-Denis \| Francia \| 1–0 \| Brasil \| Amistoso \| 0 \| 0 \| \| 28. \| 25-03-2011 \| Luxemburgo \| Luxemburgo \| 0–2 \| Francia \| Clasificación Eurocopa 2012 \| 0 \| 0 \| \| 29. \| 03-06-2011 \| Minsk \| Bielorrusia \| 1–1 \| Francia \| Clasificación Eurocopa 2012 \| 0 \| 0 \| \| 30. \| 09-06-2011 \| Varsovia \| Polonia \| 0–1 \| Francia \| Amistoso \| 0 \| 0 \| \| 31. \| 10-08-2011 \| Montpellier \| Francia \| 1–1 \| Chile \| Amistoso \| 0 \| 0 \| \| 32. \| 06-09-2011 \| Bucarest \| Rumania \| 0–0 \| Francia \| Clasificación Eurocopa 2012 \| 0 \| 0 \| \| 33. \| 06-02-2013 \| Saint-Denis \| Francia \| 1–2 \| Alemania \| Amistoso \| 0 \| 0 \| \| 34. \| 05-06-2013 \| Montevideo \| Uruguay \| 1–0 \| Francia \| Amistoso \| 0 \| 0 \| \| 35. \| 14-08-2013 \| Bruselas \| Bélgica \| 0–0 \| Francia \| Amistoso \| 0 \| 0 \| \| 36. \| 06-09-2013 \| Tiflis \| Georgia \| 0–0 \| Francia \| Clasificación Mundial 2014 \| 0 \| 0 \| \| 37. \| 10-09-2013 \| Gómel \| Bielorrusia \| 2–4 \| Francia \| Clasificación Mundial 2014 \| 0 \| 0 \| \| 38. \| 19-11-2013 \| Saint-Denis \| Francia \| 3–0 \| Ucrania \| Clasificación Mundial 2014 \| 0 \| 0 \| \| 39. \| 05-03-2014 \| Saint-Denis \| Francia \| 2–0 \| Países Bajos \| Amistoso \| 0 \| 0 \| \| 40. \| 01-06-2014 \| Niza \| Francia \| 1-1 \| Paraguay \| Amistoso \| 0 \| 0 \| \| 41. \| 08-06-2014 \| Villeneuve-d'Ascq \| Francia \| 8-0 \| Jamaica \| Amistoso \| 0 \| 0 \| \| 42. \| 25-06-2014 \| Rio de Janeiro \| Ecuador \| 0–0 \| Francia \| Copa Mundial de Fútbol de 2014 \| 0 \| 0 \| \| 43. \| 07-09-2014 \| Belgrado \| Serbia \| 1–1 \| Francia \| Amistoso \| 0 \| 0 \| \| 44. \| 11-10-2014 \| Saint-Denis \| Francia \| 2–1 \| Portugal \| Amistoso \| 0 \| 1 \| \| 45. \| 18-11-2014 \| Marsella \| Francia \| 1–0 \| Suecia \| Amistoso \| 0 \| 0 \| \| 46. \| 26-03-2015 \| Saint-Denis \| Francia \| 1–3 \| Brasil \| Amistoso \| 0 \| 0 \| \| 47. \| 29-03-2015 \| Saint-Etienne \| Francia \| 2–0 \| Dinamarca \| Amistoso \| 0 \| 0 \| \| 48. \| 07-06-2015 \| Saint-Denis \| Francia \| 3–4 \| Bélgica \| Amistoso \| 0 \| 0 \| \| 49. \| 13-06-2015 \| Tirana \| Albania \| 1–0 \| Francia \| Amistoso \| 0 \| 0 \| \| 50. \| 04-09-2015 \| Lisboa \| Portugal \| 0–1 \| Francia \| Amistoso \| 0 \| 0 \| \| 51. \| 07-09-2015 \| Bordeaux \| Francia \| 2–1 \| Serbia \| Amistoso \| 0 \| 1 \| \| 52. \| 08-10-2015 \| Niza \| Francia \| 4–0 \| Armenia \| Amistoso \| 0 \| 0 \| \| 53. \| 13-11-2015 \| Saint-Denis \| Francia \| 2–0 \| Alemania \| Amistoso \| 0 \| 0 \| \| 54. \| 17-11-2015 \| Londres \| Inglaterra \| 2–0 \| Francia \| Amistoso \| 0 \| 0 \| \| 55. \| 29-03-2016 \| Saint-Denis \| Francia \| 4–2 \| Rusia \| Amistoso \| 0 \| 0 \| \| 56. \| 30-05-2016 \| Nantes \| Francia \| 3–2 \| Camerún \| Amistoso \| 0 \| 0 \| \| 57. \| 04-06-2016 \| Longeville-lès-Metz \| Francia \| 3–0 \| Escocia \| Amistoso \| 0 \| 1 \| \| 58. \| 10-06-2016 \| Saint-Denis \| Francia \| 2–1 \| Rumania \| Eurocopa 2016 \| 0 \| 0 \| \| 59. \| 15-06-2016 \| Marsella \| Francia \| 2–0 \| Albania \| Eurocopa 2016 \| 0 \| 0 \| \| 60. \| 19-06-2016 \| Villeneuve-d'Ascq \| Francia \| 0–0 \| Suiza \| Eurocopa 2016 \| 0 \| 0 \| \| 61. \| 26-06-2016 \| Décines-Charpieu \| Francia \| 2–1 \| Irlanda \| Eurocopa 2016 \| 0 \| 1 \| \| 62. \| 03-07-2016 \| Saint-Denis \| Francia \| 5–2 \| Islandia \| Eurocopa 2016 \| 0 \| 0 \| \| 63. \| 07-07-2016 \| Marsella \| Francia \| 2–0 \| Alemania \| Eurocopa 2016 \| 0 \| 0 \| \| 64. \| 10-07-2016 \| Saint-Denis \| Francia \| 1–0 prórroga \| Portugal \| Eurocopa 2016 \| 0 \| 0 \| \| 65. \| 07-10-2016 \| Saint-Denis \| Francia \| 4-1 \| Bulgaria \| Clasificación Mundial 2018 \| 0 \| 1 \| |            |                     |             |              |              |                                |       |        |
| PJ | Fecha      | Ciudad              | Local       | Resultado    | Visitante    | Competición                    | Goles | Asist. |
| 1. | 22-08-2007 | Trnava              | Eslovaquia  | 0–1          | Francia      | Amistoso                       | 0     | 0      |
| 2. | 13-10-2007 | Tórshavn            | Islas Feroe | 0–6          | Francia      | Clasificación Eurocopa 2008    | 0     | 0      |
| 3. | 20-08-2008 | Gotemburgo          | Suecia      | 2–3          | Francia      | Amistoso                       | 0     | 1      |
| 4. | 06-09-2008 | Viena               | Austria     | 3–1          | Francia      | Clasificación Mundial 2010     | 0     | 0      |
| 5. | 10-09-2008 | Saint-Denis         | Francia     | 2–1          | Serbia       | Clasificación Mundial 2010     | 0     | 0      |
| 6. | 11-10-2008 | Constanza           | Rumania     | 2–2          | Francia      | Clasificación Mundial 2010     | 0     | 0      |
| 7. | 11-02-2009 | Marsella            | Francia     | 0–2          | Argentina    | Amistoso                       | 0     | 0      |
| 8. | 28-03-2009 | Kaunas              | Lituania    | 0–1          | Francia      | Clasificación Mundial 2010     | 0     | 0      |
| 9. | 01-04-2009 | Saint-Denis         | Francia     | 1–0          | Lituania     | Clasificación Mundial 2010     | 0     | 0      |
| 10. | 05-06-2009 | Lyon                | Francia     | 1–0          | Turquía      | Amistoso                       | 0     | 0      |
| 11. | 12-08-2009 | Tórshavn            | Islas Feroe | 0–1          | Francia      | Clasificación Mundial 2010     | 0     | 0      |
| 12. | 05-09-2009 | Saint-Denis         | Francia     | 1–1          | Rumania      | Clasificación Mundial 2010     | 0     | 0      |
| 13. | 09-09-2009 | Belgrado            | Serbia      | 1–1          | Francia      | Clasificación Mundial 2010     | 0     | 0      |
| 14. | 10-10-2009 | Guingamp            | Francia     | 5–0          | Islas Feroe  | Clasificación Mundial 2010     | 0     | 0      |
| 15. | 14-11-2009 | Dublín              | Irlanda     | 0–1          | Francia      | Clasificación Mundial 2010     | 0     | 0      |
| 16. | 18-11-2009 | Saint-Denis         | Francia     | 1–1          | Irlanda      | Clasificación Mundial 2010     | 0     | 0      |
| 17. | 03-03-2010 | Saint-Denis         | Francia     | 0–2          | España       | Amistoso                       | 0     | 0      |
| 18. | 26-05-2010 | Lens                | Francia     | 2–1          | Costa Rica   | Amistoso                       | 0     | 0      |
| 19. | 30-05-2010 | Radès               | Túnez       | 1–1          | Francia      | Amistoso                       | 0     | 0      |
| 20. | 04-06-2010 | Saint-Pierre        | Francia     | 0–1          | China        | Amistoso                       | 0     | 0      |
| 21. | 11-06-2010 | Ciudad del Cabo     | Uruguay     | 0–0          | Francia      | Mundial 2010                   | 0     | 0      |
| 22. | 17-06-2010 | Polokwane           | Francia     | 0–2          | México       | Mundial 2010                   | 0     | 0      |
| 23. | 22-06-2010 | Bloemfontein        | Francia     | 1–2          | Sudáfrica    | Mundial 2010                   | 0     | 0      |
| 24. | 03-09-2010 | Saint-Denis         | Francia     | 0–1          | Bielorrusia  | Clasificación Eurocopa 2012    | 0     | 0      |
| 25. | 07-09-2010 | Sarajevo            | Bosnia      | 0–2          | Francia      | Clasificación Eurocopa 2012    | 0     | 0      |
| 26. | 17-11-2010 | Londres             | Inglaterra  | 1–2          | Francia      | Amistoso                       | 0     | 1      |
| 27. | 09-02-2011 | Saint-Denis         | Francia     | 1–0          | Brasil       | Amistoso                       | 0     | 0      |
| 28. | 25-03-2011 | Luxemburgo          | Luxemburgo  | 0–2          | Francia      | Clasificación Eurocopa 2012    | 0     | 0      |
| 29. | 03-06-2011 | Minsk               | Bielorrusia | 1–1          | Francia      | Clasificación Eurocopa 2012    | 0     | 0      |
| 30. | 09-06-2011 | Varsovia            | Polonia     | 0–1          | Francia      | Amistoso                       | 0     | 0      |
| 31. | 10-08-2011 | Montpellier         | Francia     | 1–1          | Chile        | Amistoso                       | 0     | 0      |
| 32. | 06-09-2011 | Bucarest            | Rumania     | 0–0          | Francia      | Clasificación Eurocopa 2012    | 0     | 0      |
| 33. | 06-02-2013 | Saint-Denis         | Francia     | 1–2          | Alemania     | Amistoso                       | 0     | 0      |
| 34. | 05-06-2013 | Montevideo          | Uruguay     | 1–0          | Francia      | Amistoso                       | 0     | 0      |
| 35. | 14-08-2013 | Bruselas            | Bélgica     | 0–0          | Francia      | Amistoso                       | 0     | 0      |
| 36. | 06-09-2013 | Tiflis              | Georgia     | 0–0          | Francia      | Clasificación Mundial 2014     | 0     | 0      |
| 37. | 10-09-2013 | Gómel               | Bielorrusia | 2–4          | Francia      | Clasificación Mundial 2014     | 0     | 0      |
| 38. | 19-11-2013 | Saint-Denis         | Francia     | 3–0          | Ucrania      | Clasificación Mundial 2014     | 0     | 0      |
| 39. | 05-03-2014 | Saint-Denis         | Francia     | 2–0          | Países Bajos | Amistoso                       | 0     | 0      |
| 40. | 01-06-2014 | Niza                | Francia     | 1-1          | Paraguay     | Amistoso                       | 0     | 0      |
| 41. | 08-06-2014 | Villeneuve-d'Ascq   | Francia     | 8-0          | Jamaica      | Amistoso                       | 0     | 0      |
| 42. | 25-06-2014 | Rio de Janeiro      | Ecuador     | 0–0          | Francia      | Copa Mundial de Fútbol de 2014 | 0     | 0      |
| 43. | 07-09-2014 | Belgrado            | Serbia      | 1–1          | Francia      | Amistoso                       | 0     | 0      |
| 44. | 11-10-2014 | Saint-Denis         | Francia     | 2–1          | Portugal     | Amistoso                       | 0     | 1      |
| 45. | 18-11-2014 | Marsella            | Francia     | 1–0          | Suecia       | Amistoso                       | 0     | 0      |
| 46. | 26-03-2015 | Saint-Denis         | Francia     | 1–3          | Brasil       | Amistoso                       | 0     | 0      |
| 47. | 29-03-2015 | Saint-Etienne       | Francia     | 2–0          | Dinamarca    | Amistoso                       | 0     | 0      |
| 48. | 07-06-2015 | Saint-Denis         | Francia     | 3–4          | Bélgica      | Amistoso                       | 0     | 0      |
| 49. | 13-06-2015 | Tirana              | Albania     | 1–0          | Francia      | Amistoso                       | 0     | 0      |
| 50. | 04-09-2015 | Lisboa              | Portugal    | 0–1          | Francia      | Amistoso                       | 0     | 0      |
| 51. | 07-09-2015 | Bordeaux            | Francia     | 2–1          | Serbia       | Amistoso                       | 0     | 1      |
| 52. | 08-10-2015 | Niza                | Francia     | 4–0          | Armenia      | Amistoso                       | 0     | 0      |
| 53. | 13-11-2015 | Saint-Denis         | Francia     | 2–0          | Alemania     | Amistoso                       | 0     | 0      |
| 54. | 17-11-2015 | Londres             | Inglaterra  | 2–0          | Francia      | Amistoso                       | 0     | 0      |
| 55. | 29-03-2016 | Saint-Denis         | Francia     | 4–2          | Rusia        | Amistoso                       | 0     | 0      |
| 56. | 30-05-2016 | Nantes              | Francia     | 3–2          | Camerún      | Amistoso                       | 0     | 0      |
| 57. | 04-06-2016 | Longeville-lès-Metz | Francia     | 3–0          | Escocia      | Amistoso                       | 0     | 1      |
| 58. | 10-06-2016 | Saint-Denis         | Francia     | 2–1          | Rumania      | Eurocopa 2016                  | 0     | 0      |
| 59. | 15-06-2016 | Marsella            | Francia     | 2–0          | Albania      | Eurocopa 2016                  | 0     | 0      |
| 60. | 19-06-2016 | Villeneuve-d'Ascq   | Francia     | 0–0          | Suiza        | Eurocopa 2016                  | 0     | 0      |
| 61. | 26-06-2016 | Décines-Charpieu    | Francia     | 2–1          | Irlanda      | Eurocopa 2016                  | 0     | 1      |
| 62. | 03-07-2016 | Saint-Denis         | Francia     | 5–2          | Islandia     | Eurocopa 2016                  | 0     | 0      |
| 63. | 07-07-2016 | Marsella            | Francia     | 2–0          | Alemania     | Eurocopa 2016                  | 0     | 0      |
| 64. | 10-07-2016 | Saint-Denis         | Francia     | 1–0 prórroga | Portugal     | Eurocopa 2016                  | 0     | 0      |
| 65. | 07-10-2016 | Saint-Denis         | Francia     | 4-1          | Bulgaria     | Clasificación Mundial 2018     | 0     | 1      |

### Resumen estadístico
| Competición           | Partidos | Goles | Promedio |
| --------------------- | -------- | ----- | -------- |
| Cuarta división       | 47       | 1     | 0,02     |
| Primera División      | 354      | 4     | 0,01     |
| Copas nacionales      | 42       | 1     | 0,03     |
| Copas internacionales | 74       | 0     | 0        |
| Selección de Francia  | 62       | 0     | 0        |
| Total carrera         | 579      | 6     | 0,01     |

## Palmarés

### Campeonatos nacionales
| Título          | Club                  | País       | Año     |
| --------------- | --------------------- | ---------- | ------- |
| Copa de Francia | A. J. Auxerre         | Francia    | 2004-05 |
| FA Cup          | Arsenal F. C.         | Inglaterra | 2013-14 |
| Copa de la Liga | Manchester City F. C. | Inglaterra | 2015-16 |

### Distinciones individuales
| Distinción                                         | Año     |
| -------------------------------------------------- | ------- |
| Incluido en el equipo ideal de la Eurocopa sub-21  | 2006    |
| Jugador de la temporada del Auxerre                | 2006-07 |
| Incluido en el equipo del año de la Ligue 1        | 2006-07 |
| Mejor defensor derecho de Francia                  | 2006/07 |
| Incluido en el equipo del año de la Premier League | 2007/08 |
| Incluido en el equipo del año de la Premier League | 2010/11 |